# Proyecto de Colonización de las Islas Fénix
El Proyecto de Colonización de las Islas Fénix (o Phoenix Islands Settlement Scheme) se comenzó en 1938 en el océano Pacífico occidental y fue el último intento de colonización humana del Imperio británico.
Fue ideado por Henry E. "Harry" Maude, administrador de tierras de las islas Gilbert y Ellice y aprobado por Sir Harry Luke, comisionado del océano Pacífico en Fiyi, con el objetivo de reducir la superpoblación en las islas sureñas del grupo de islas Gilbert, desarrollando tres atolones mayormente deshabitados en el archipiélago de islas Fénix:
1. Isla Nikumaroro (Isla Gardner)
2. Isla Manra (Isla Sydney)
3. Atolón Orona (Isla Hull)

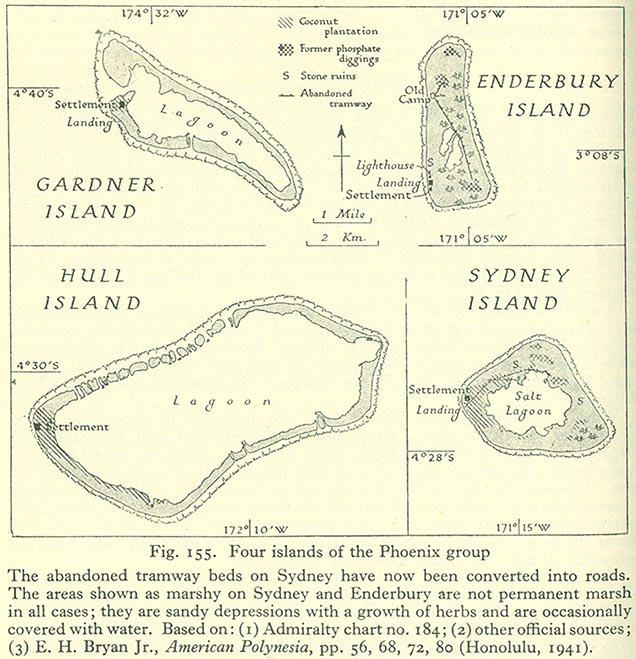
Islas del Proyecto de Colonización y la isla Enderbury.

Un objetivo secundario era aumentar la presencia británica en el Pacífico occidental en respuesta a la creciente influencia estadounidense, especialmente en Canton (más tarde, Kanton), donde se estaba estableciendo una base marina comercial de hidroaviones.
Los tres atolones, Sydney, Hull y Gardner, fueron renombrados en gilbertés como isla Manra, atolón Orona e isla Nikumaroro respectivamente. Los esfuerzos de colonización por los colonos gilbertenses fueron inmediatamente obstaculizados con el comienzo de la Segunda Guerra Mundial, el aislamiento de las islas y, en 1941, la muerte a los 29 años de edad del director del proyecto Gerald Gallagher, en Nikumaroro.
Después de 1945, los tres asentamientos continuaron luchando contra los problemas de suministros, mercados limitados para la copra, el producto principal de las islas, y la sequía; hasta que el gobierno británico determinó que la colonia no podía autoabastecerse más. En 1963, los asentamientos fueron evacuados, acabando con el proyecto. Las islas Fénix son parte de Kiribati, y para 2005, estaban oficialmente deshabitadas, con excepción de algunas familias en la isla Kanton (en el 2000, según datos censuales, la isla contaba con 61 personas; y en el 2005 con 41).
- Datos: Q239588